# Вілліан Ліма
Вілліан Ліма (31 січня 2000 , Можі-дас-Крузіс, Сан-Паулу ) — бразильський дзюдоїст, срібний та бронзовий призер Олімпійських ігор 2024 року, призер чемпіонатів світу.

## Виступи на Олімпіадах
| Олімпіада  | Дисципліна      | Місце |
| ---------- | --------------- | ----- |
| Париж 2024 | до 66 кг        | 2     |
| Париж 2024 | змішана команда | 3     |